# Lisala
Lisala a Kongói Demokratikus Köztársaság Mongala tartományának fővárosa (2015-ig, az új alkotmány életbe lépéséig az Egyenlítői tartománynak városa). Az új alkotmány az Egyenlítői tartományt öt új tartományra osztja, ezeknek egyike Mongala tartomány. A várost a Kongó folyó szeli keresztül. A városban született 1930. október 14-én Mobutu Sese Seko, aki 1965-1997 között az abban az időszakban Zaire-nek nevezett ország elnöke volt.
A városnak és környékének fontos mezőgazdasági termékei: rizs, manióka (kasszava), földimogyoró, kukorica, kakaó, kávé, pálmaolaj, dió és a gumi (kaucsuk).

## Felosztása
Lisala három kerületre oszlik:
- Mongala
- Ngombe-Doko
- Ngombe-Mombangi